# Beraba angusticollis
Beraba angusticollis là một loài bọ cánh cứng trong họ Cerambycidae.